# Phyllanthus trichopodus
Phyllanthus trichopodus är en emblikaväxtart som beskrevs av André Guillaumin. Phyllanthus trichopodus ingår i släktet Phyllanthus och familjen emblikaväxter. Inga underarter finns listade i Catalogue of Life.